# Heath
Hiroshi Morie (en japonés: 森江 博; Amagasaki, 22 de enero de 1968-29 de octubre de 2023), más conocido como Heath, fue un bajista japonés, miembro del grupo de power metal X Japan desde 1992 hasta la disolución del grupo en 1997 y desde 2007 debido a la reunión.
Desde 1995 hasta 2023 tuvo una carrera solista, que se basaba básicamente en tocar en sitios pequeños.
Heath aceptó en 2007, junto a sus otros compañeros, en participar en la reformación de X Japan.

## Biografía

### Antes de X Japan
Estuvo en muchos grupos antes de X Japan y después de la disolución, entre ellos están: Paranoia, Chaos Mode, Sweet death, Media youth. Y después de X Japan en Dope headz, Rats y Lynx.

### En X Japan
Heath ya tenía algo de experiencia en otros instrumentos aparte del bajo, también podía perfectamente las funciones de vocalista. Gracias a él además se dieron cuenta de que en Estados Unidos había una banda ya con el nombre de X, lo que hizo que la banda cambiase de nombre a X Japan.
Se dice que los padres de Hiroshi solían llamarlo "Hi-chan", y por el sonido de éste apodo, "Hish", nació su sobrenombre, Heath. Hiroshi comenzó a utilizar este apodo a los dieciocho años.
En mayo de 1990 (a los veintidós años) gracias a un amigo conoció a Hide después del concierto Rose & Blood Tour Final realizado por dos días en el Nihon Budokan. Después de eso Heath conoció a toda la banda, aún encantado por la pasión de X.
Heath e hide se hicieron muy amigos, a tal grado que por esos años, Heath estaba encargado de una cafetería de la que hide era dueño. Heath también asistía a los Extasy Summit, entonces tenía buenas relaciones con X. En enero de 1992, el bajista Taiji abandona X. En ese entonces X había abierto audiciones a bajistas libres de género, ya que lo que les importaba era que el nuevo bajista se amoldara bien a la banda, no importaba qué. Llegaron miles de demo tapes de audición, incluso de mujeres (aunque la solicitud era para hombres). En mayo, estando en Los Ángeles, hide le llama por teléfono a Heath para invitarlo a ser el nuevo bajista de X.
Por eso aunque Heath al principio se sentía tímido y pequeño (siendo el más joven e inexperto de la banda), al tocar pudo codearse con gigantes como Pata e hide.
El 30 de agosto de 1992, X cambia su nombre a X Japan.
En octubre de 1992, ya de vuelta en Japón, Heath es anunciado como el bajista oficial en el Extasy Summit '92, en el Nihon Budokan. El 31 de diciembre el nuevo X Japan hace su primer TV live en el NHK Kouhaku. Para el FILM GIGS 1993 Heath muestra una habilidad impresionante, y tal vez a los nostálgicos y a los escépticos les agrade que en este video Heath imita a Taiji de pies a cabeza sin mucho esfuerzo, incluso usando un bajo Killer.
Hablando de bajos, Heath usaba un bajo Fernandes al momento de unirse a X, sus modelos más usados son el Fernandes XB-95H, y el Fernandes EB-95X. Llegó a destruir un par de sus bajos durante conciertos, incluso durante su solo en un concierto un fan se quedó con su bajo (a Heath no le quedó otra opción más que seguir cantando).
El 30 y 31 de diciembre de 1993, Heath tuvo la oportunidad de presentarse en el Tokyo Dome con X Japan, interpretando la increíble Art of Life. Sería su primera vez en una presentación tan grande, pero a pesar de su inexperiencia logró dar un espectáculo perfecto.
Heath comienza a realizar su solo de bajo 'Phantom of the Opera' y posteriormente 'Daydream' en los conciertos de X Japan. Aunque son distintos a los de Taiji, son bastante buenos y reflejan mucho la diferencia de estilos entre los dos bajistas de X.
Tras la separación de X Japan, Heath continuó su carrera en solitario.

### Como solista
Heath comenzó con su carrera en solitario en 1995 al mismo tiempo de su actividad en X Japan. Desde entonces, lanzó 3 álbumes y unos cuantos sencillos. Desde luego, él era quien tocaba el bajo, pero también era el vocalista. La carrera en solitario de Heath tuvo gran éxito, incluso prestó algunas de sus canciones para series televisivas. Heath posee su propia compañía disquera junto con su hermano, llamada M Record. La voz de Heath era bastante juvenil, y sus canciones de rock se amoldaban muy bien para ser transmitidas en series de TV como Detective Conan.
Su primer lanzamiento en solitario fue un álbum CD+VHS con el título 'Heath', en febrero de 1995. Alcanzó el primer lugar en el Original Confidence video chart tan sólo en la primera semana de su lanzamiento en febrero de 1995. El 30 de marzo lanzó las partituras de su primer álbum bajo el título "Headworks Organization", en donde hide colaboró también.
En octubre de 1996, lanza su primer sencillo: 'Meikyuu no Lovers', que fue utilizado como tema del anime Meitantei Konan (Detective Conan), y alcanzó el número diez en los charts de Original Confidence en la primera semana. En febrero de 1997, su sencillo 'Traitor' es utilizado como opening y ending de la serie televisiva Asia Toro. En agosto, esta misma canción aparece en el juego CD-ROM 'Fantazumu'. EL 27 de diciembre lanza su video 'Heath of All Films 1995.02.22 ~ 1997.12.31'. Como podemos ver con esto, el estilo de Heath no era el de un roquero tradicional, sino que su música se adaptaba a algo más relajado, como las canciones de Hironobu Kageyama. Aunque tenía muchas facetas.
En abril de 1998, lanzó el sencillo 'Crack Yourself' producido por Kentaro Sakurai de Cosa Nostra. En junio, lanzó el álbum 'Gang Age Cubist' (con versión de banda y remix). En noviembre del mismo año, Heath participó en el concierto de caridad "hide Children Aid Live". En mayo de 1999, apareció en el álbum 'SPIRITS' tributo a hide, junto con I.N.A. (ex-hide with Spread Beaver) y Pata (ex-X Japan), interpretando Celebration. Y en agosto, participó tocando en MIX LEMONed JELLY presentado por hide.
Quedando marcados por su experiencia en el álbum 'SPIRITS', en otoño de 2000: Pata, Heath, I.N.A. y adicionalmente JO:YA anuncian la formación la banda Dope HEADz. En abril de 2001 comienza Dope HEADz Club Circuit con el Dope Aaddiction Tour.
En 2002, el vocalista JO:YA es reemplazado por otro llamado Shame. La banda participó en el álbum "Cafe Le Psyence" tributo a hide, y en el video "hide presents MIX LEMONed JELLY". También tocaron en el hide Museum de Yokosuka en vivo. En octubre de 2002 vino el Planet of the Dopes Tour. Finalmente, en febrero de 2003 la banda pausó sus actividades, debido a nuevos proyectos que surgieron. En lo que duraron, lanzaron 2 maxisencillos y 2 álbumes.
Tras el cese de actividad en Dope HEADz, Heath estuvo haciendo algunas presentaciones en livehouses con diversos músicos. En septiembre de 2003 anuncia su regreso con nuevos proyectos, y el 29 de diciembre comienza con un nuevo proyecto llamado RATS, que tendría fin el 29 de agosto de 2004. Con RATS lanza un CD+DVD reviviendo la canción Traitor, así como un video DVD llamado Dirty High.
Heath se caracterizaba por haberse mantenido siempre como una persona muy amable, respondía a los e-mails de sus fanes en su sitio oficial. Como su actividad principal, comenzó a presentarse bastante en varios locales de Japón como lo hizo X en sus viejos tiempos.
En 2004 después, forma una banda llamada Lynx al lado de Issay (vocal), Say-Ichirou (guitarra), y Matarou (batería). Su estilo estético se torna mucho más visual que el Heath de X Japan, mientras que su música parece tornarse más electrónica. Se rumorea que también participó brevemente en la banda "Acid" de Hideki.
Después de un hiato de casi 7 años, en 2005 Heath lanzó tres sencillos en solitario: New Skin, Come to Daddy y The Live, acompañados cada uno de un DVD. En 2006 nos dio un sencillo y finalmente un nuevo álbum.
El 27 de enero de 2007 lanza el CD+DVD "Innocent World" con imágenes y música, ha tenido varios lanzamientos de este estilo, con fotografías y otro material digital. Si había algo que distinguía a Heath eran sus montones de colecciones fotográficas. El 27 de febrero presentó el concierto Heath one-man GIG "Desert Rain" en donde hizo de vocalista, con Pata en la guitarra, Kazuno (ex-Moi Dix Mois) en el bajo, y Tohru (ex-JILS, ex-Moi Dix Mois) en la batería.

### Fallecimiento
A inicios de noviembre de 2023, la revista Josei Seven reveló que Heath falleció en el mes de octubre tras lidiar con un cáncer a los 55 años de edad. Una fuente externa reveló a la revista que el músico no estaba en buen estado de salud desde el inicio del año y que al hacerse el diagnóstico, supo que estaba enfermo de cáncer pero que estaba ya en un estado demasiado avanzado. El 11 de noviembre, X-JAPAN por medio de sus cuentas oficiales dio una declaración detallando la causa del deceso del músico que se determinó como un Cáncer colorrectal que le fuera detectado desde junio, falleciendo en un hospital el 29 de octubre de 2023, luego de que su condición empeorara ese mes. También se anunció que Yoshiki líder de la agrupación, dará un concierto en memoria del bajista fallecido siguiendo sus últimos deseos.

## Sencillos
- Meikyuu no Lovers 1st Single 1996.10.07
- Traitor 2nd Single 1997.02.19
- Crack Yourself 3rd Single 1998.04.22
- New Skin 4th Single 2005
- Come to Daddy 5th Single 2005
- The Live 6th Single 2005
- Solid 7th Single 2006.08.25

## Álbumes
- 1995, "Heath"
- 1998, Gang Age Cubist
- 2006, Desert Rain